# Albizia mossamedensis
Albizia mossamedensis är en ärtväxtart som beskrevs av Antonio Rocha da Torre. Albizia mossamedensis ingår i släktet Albizia och familjen ärtväxter. Inga underarter finns listade i Catalogue of Life.